# London City Lionesses
London City Lionesses är en engelsk damfotbollsklubb från London. Klubbens smeknamn är "Lionesses" (Lejonhonorna).
I maj 2019 tillkännagavs att Lionesses skulle dela sig från Millwall FC, strax efter avslutningen av FA Women's Championship 2018–19, bilda en ny klubb som heter London City Lionesses och sluta kallas Millwall LFC. Klubben fick ta över  Millwall LFC plats i FA Women's Championship.

## Placering tidigare säsonger
| Säsong  | Nivå | Liga                    | Placering | Referens | Notering |
| ------- | ---- | ----------------------- | --------- | -------- | -------- |
| 2019/20 | 2    | FA Women's Championship | 4         | [ 3 ]    |          |
| 2020/21 | 2    | FA Women's Championship | 6         | [ 4 ]    |          |
| 2021/22 | 2    | FA Women's Championship | 2         | [ 5 ]    |          |
| 2022/23 | 2    | FA Women's Championship | 3         | [ 6 ]    |          |
| 2023/24 | 2    | FA Women's Championship | 8         | [ 7 ]    |          |
| 2024/25 | 2    | FA Women's Championship | 1         | [ 8 ]    |          |
| 2025/26 | 1.   | FA Women's Super League |           |          |          |

## Spelare
<....>